# Weltmissionsausstellung

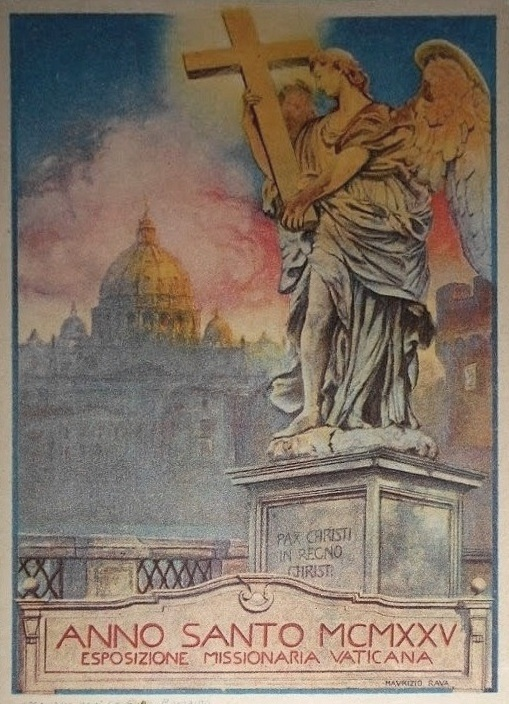
Gedenkbild zum Heiligen Jahr 1925 und zur Missionsausstellung

Papst Pius XI. veranlasste eine große Weltmissionsausstellung für das Heilige Jahr 1925 (Esposizione Missionaria Vaticana). Die Ausstellung sollte den Auftrag der katholischen Weltmission anschaulich machen und wurde am 21. Dezember 1924 in den vatikanischen Gärten eröffnet.

## Thematische Schwerpunkte
Gezeigt wurden Zeugnisse alter Kulturen und Exponate christlichen Glaubens, Objekte zur Religion und Ethnologie. Wie Pius XI. in einem Brief vom 24. April 1923 an den mit der Organisation beauftragten Kardinal van Rossum erklärte, verfolgte die Ausstellung das doppelte Ziel, „die Arbeit der Missionen zu fördern und sie unter den Katholiken bekannter und beliebter zu machen“. Mit 24 temporär errichteten Pavillons, einer Ausstellungsfläche von insgesamt 17.000 m² und über 100.000 ausgestellten Objekten und Dokumenten nutzte der Vatikan erstmals das Medium einer Großausstellung. Die Ausstellung verzeichnete nach ihrer Schließung am 10. Januar 1926 über eine Million Besucher, 48 Kongregationen nahmen teil.
Für den religiösen Teil war u. a. der Kapuzinerpater Calliste Lopinot verantwortlich. Für den ethnologischen Teil wurde eine Kommission unter Pater Wilhelm Schmidt beauftragt, der Michael Schulien und Martin Gusinde zur Mitarbeit nach Rom berief. Schon nach zwei Monaten erklärte der Papst, im Lateran ein „Missionarisch-ethnologisches Museum“ für die Dauerausstellung einrichten zu wollen, deren Ausgestaltung Schulien als Assistent Schmidts übernahm. 1927 eröffnete das Pontificio Museo Missionario-Etnologico Lateranense.